# Nationaal park Hossa
Nationaal park Hossa (Fins: Hossan kansallispuisto; Zweeds: Hossa nationalpark) is een Fins nationaal park van 110 km² dat werd opgericht in 2017. Het park ligt in het noordoosten van de gemeente Suomussalmi, nabij de grens met Rusland. Het landschap bestaat uit bossen (den, spar), rivieren, kliffen (rotsschilderingen aan de Värikallio-kliffen) en 130 meren (waaronder het Julma-Ölkky-meer met canyon). 
In het nationaal park Hossa bloeien Rhododendron tomentosum en verschillende bessensoorten. Onder andere keep, otter, grote bonte specht, cinclus en auerhoen komen er voor. 

## Afbeeldingen

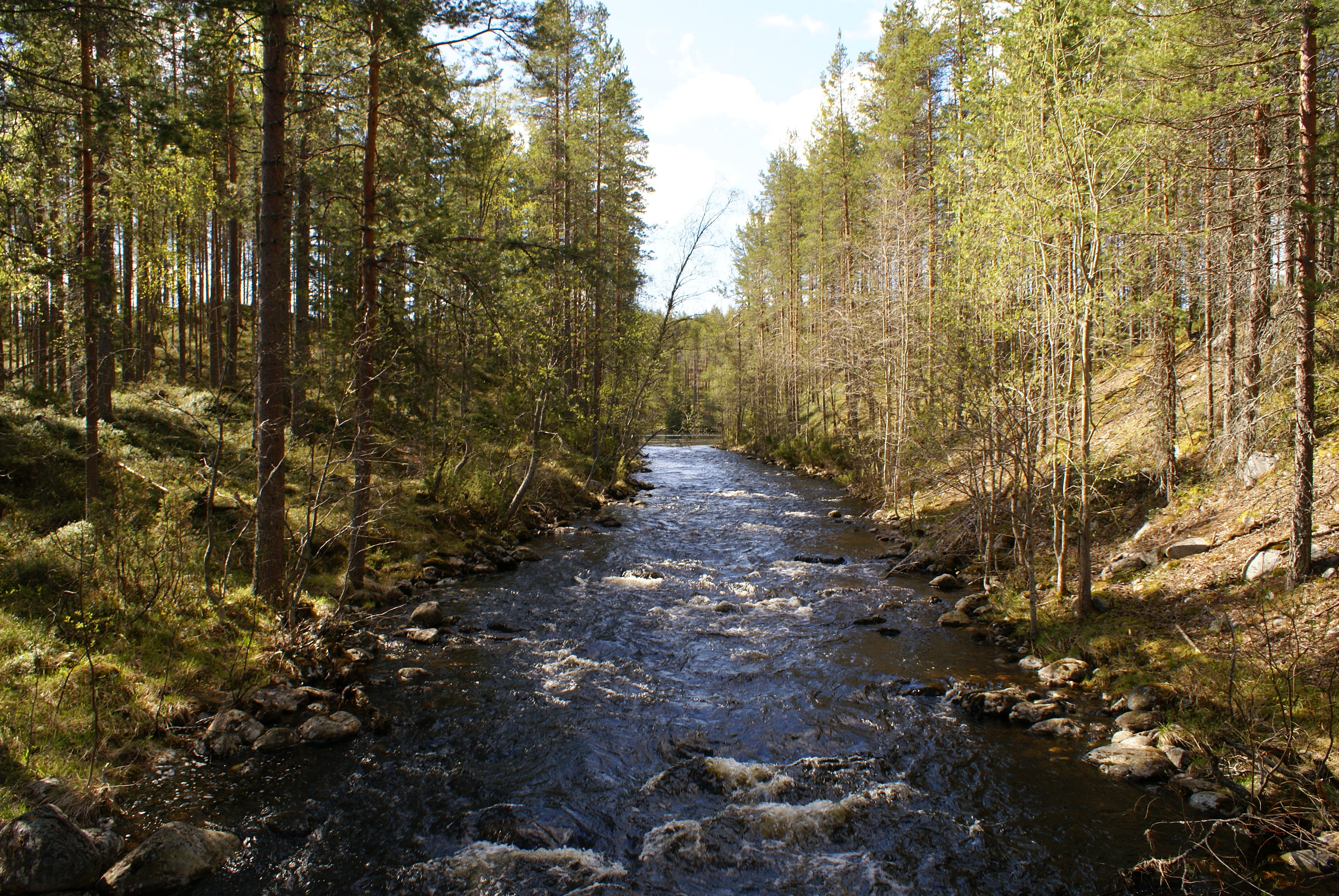
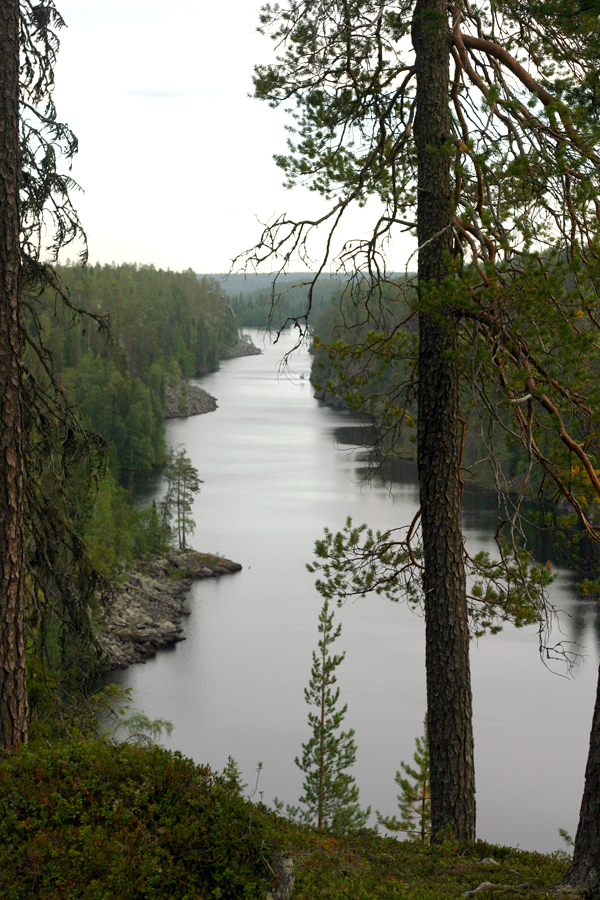
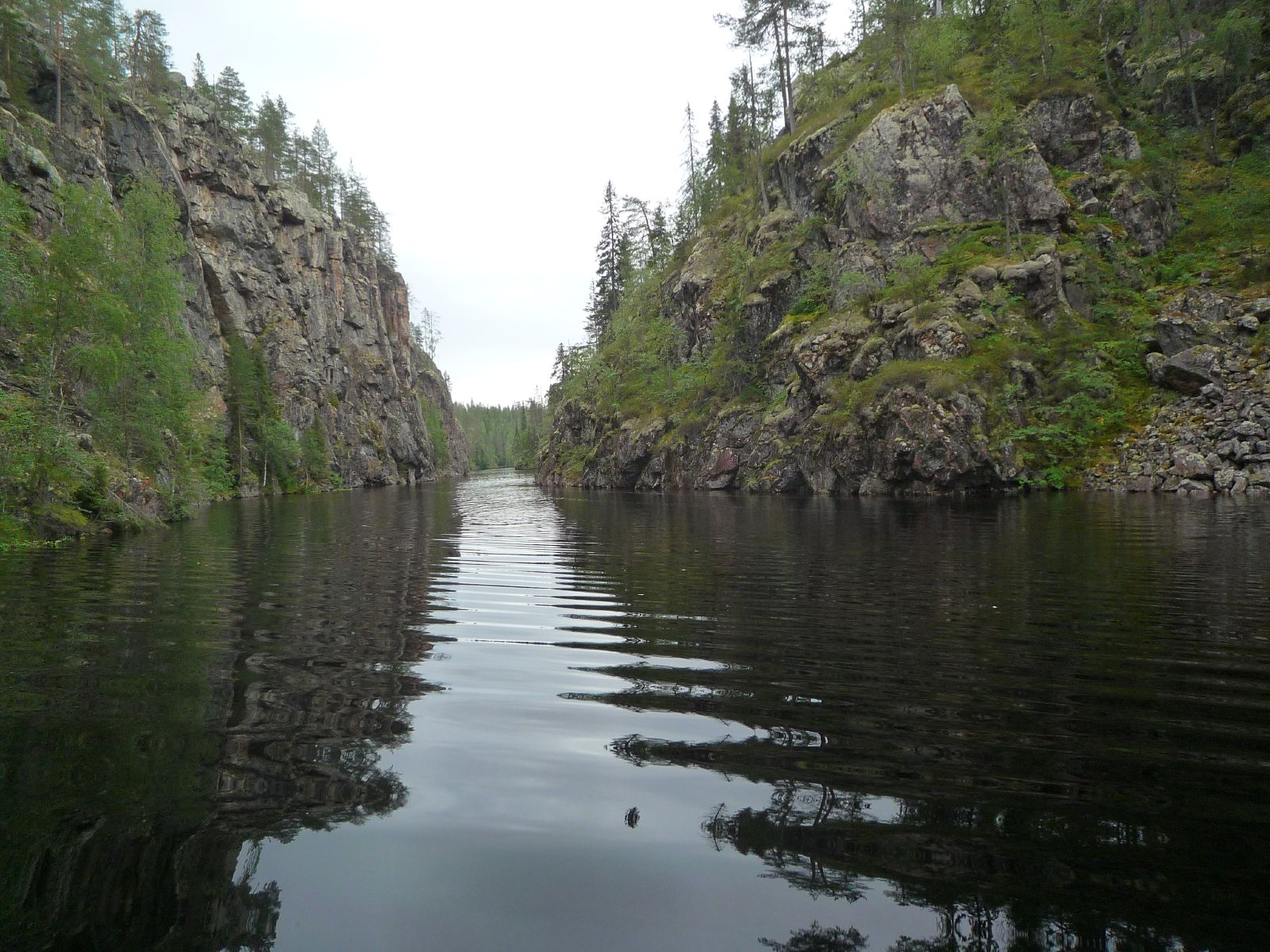

Archipel · 
Ekenäsarchipel · 
Etelä-Konnevesi · 
Helvetinjärvi · 
Hiidenportti ·
Hossa ·
Isojärvi · 
Kauhaneva-Pohjankangas · 
Koli · 
Kolovesi · 
Kurjenrahka · 
Lauhanvuori · 
Leivonmäki · 
Lemmenjoki · 
Liesjärvi · 
Linnansaari · 
Nuuksio · 
Oostelijke Golf van Finland · 
Oulanka · 
Pallas-Yllästunturi · 
Patvinsuo · 
Perämeri · 
Petkeljärvi · 
Puurijärvi-Isosuo · 
Pyhä-Häkki · 
Pyhä-Luosto · 
Päijänne · 
Repovesi · 
Riisitunturi · 
Rokua · 
Salla ·
Salamajärvi · 
Seitseminen · 
Selkämeri · 
Sipoonkorpi · 
Syöte · 
Teijo · 
Tiilikkajärvi · 
Torronsuo · 
Urho Kekkonen · 
Valkmusa